# Abadeh Toshk
Ābādeh Toshk (farsi آباده طشک) è una città dello shahrestān di Neyriz, circoscrizione di Abadeh Toshk, nella provincia di Fars. Aveva, nel 2006, una popolazione di 6.213 abitanti.